# 한국진도개관리협회
한국진도개관리협회는 진도개의 바른 정립과 철저한 순혈관리로 우수견 개량을 통해 (중략) 진도개에 대한 잘못된 인식을 바로 잡아 자질과 특성의 적극적 개발에 최선을 다하고 사육농가에 희망을 전달, 회원 상호 간의 정보공유로 친목을 도모할 목적으로 2008년 7월 9일 설립된 대한민국 농림수산식품부 소관의 사단법인이다. 사무실은 전라남도 진도군 진도읍 성내리 43-14에 있다.

## 주요 사업
- 혈통보전 및 보호육성에 관한 사업
- 보육환경개선 및 생산지도
- 우수견 개량 증식 확대 및 선발 분류
- 국내외 단체와 학술 및 정보협력
- 회원 보육견에 대한 협회 등록 인증서 발급
- 기타 본 회의 목적에 필요한 사업

## 같이 보기
- 진돗개